# Silbury Hill
El pujol de Silbury (Silbury Hill en anglès) és un monticle artificial de creta prop d'Avebury al comtat anglès de Wiltshire. És part del conjunt de monuments declarats Patrimoni de la Humanitat per la Unesco l'any 1986 amb el nom de Stonehenge, Avebury i llocs relacionats.
Amb 40 metres (131 ft) d'altura, Silbury Hill, part d'un complex de monuments neolítics al voltant d'Avebury, entre els quals s'inclou el cercle d'Avebury i el túmul allargat de West Kennet, és el monticle fet per l'ésser humà més alt de la prehistòria a Europa i un dels més grans del món; amb una grandària similar a algunes de les piràmides egípcies petites de la necròpoli de Guiza. El seu propòsit, no obstant això, es troba en debat. Existeixen altres monuments neolítics a l'àrea, inclòs Stonehenge.

## Estructura
Composta principalment de creta i argila extretes dels voltants, el monticle s'aixeca 40 metres (131 ft) i cobreix al voltant de 2 hectàrees (5 acres). És una mostra de gran habilitat tècnica i gestió dels recursos i la de la mà d'obra. Els arqueòlegs calculen que Silbury Hill va ser construïda fa uns 4750 anys i que va consumir 18 milions d'hores-home, o de 500 homes treballant 15 anys (Atkinson 1974:128), per dipositar i donar forma a 248 000 m3 de terra i completar fins a dalt el pujol natural. Euan W. Mackie afirma que cap estructura tribal simple del Neolític tardà, segons se'ns la imaginem, podria haver-se encarregat d'aquest projecte o similars, i suposa l'existència d'una elit de poder teocràtic autoritària amb un gran control al sud de Gran Bretanya.
La base del pujol és circular i de 167 metres (548 ft) de diàmetre. El cim és pla i de 30 metres (98 ft) de diàmetre. Un monticle més petit va ser construït en primer lloc, i en una fase posterior va ser ampliat. Les estructures inicials a la base del pujol eren perfectament circulars: les restes revelen que el centre de la part superior plana i el centre del con que descriu el pujol es troben en un metre dins l'un de l'altre (Atkinson 1974:128). Hi ha indicis que la part superior tenia originalment un perfil arrodonit, però això va ser aixafat en l'època medieval per proporcionar una base per a un edifici, tal vegada amb un propòsit defensiu.
La primera fase, datada amb carboni, és del 2400±50 a. C., consta d'un nucli de reble, amb un revestiment contingut per mitjà d'una vorada d'estaques i roques de sarsen. Capes alternes d'enderrocs, guix i terra van ser col·locats sobre aquest: la segona fase s'apila amb guix sobre la part superior del nucli o base, utilitzant material excavat de la rasa que l'envolta. En algun moment durant aquest procés, la rasa es va emplenar i el treball es va concentrar a augmentar la grandària del monticle a la seva altura final, amb material d'altres llocs. Els graons que envolten el cim daten d'aquesta fase de la construcció, ja sigui com a mesura de precaució contra possibles lliscaments, o com les restes d'un camí en espiral ascendent des de la base, utilitzat durant la construcció per elevar els materials i més tard com un recorregut processional.

## Recerques

### Segles XVII,xviiiixix
Hi ha hagut diverses excavacions del monticle. El lloc va ser representat en una il·lustració per primera vegada pel anticuari del segle xvii John Aubrey, les notes del qual, en la forma de la seva Monumenta Britannica, van ser publicades per Dorset Publishing Co. entre 1680 i 1682. Més tard, William Stukeley va escriure que un esquelet i una brida havien estat descoberts durant la plantació d'arbres en el cim l'any 1723. És probable que fos posterior, un enterrament secundari. Les recerques van començar a l'octubre de 1776, quan un equip de miners de Cornualla supervisat per Hugh Percy, duc de Northumberland, i el coronel Edward Drax, va excavar un pou vertical des de la part superior. L'any 1849 es va excavar un túnel horitzontal des de la vora fins al centre. Altres excavacions es van dur a terme els anys 1867 i 1886, i Flinders Petrie va investigar el pujol després de la Primera Guerra Mundial.

### Segle XX
Al període 1968-70 el professor Richard J. C. Atkinson va realitzar un treball a Silbury, el qual va ser retransmès per la BBC Television. Aquesta excavació va revelar la majoria de les evidències ambientals conegudes sobre el lloc, incloent les restes de formigues alades que indiquen que Silbury es va iniciar en un mes d'agost. Atkinson va cavar nombroses trinxeres i va tornar a obrir el túnel fet l'any 1849, on es va trobar material que suggereix una data del Neolític, encara que cap de les datacions de radiocarboni es consideren fiables per als estàndards moderns. Va advocar per que el pujol va ser construït en esglaons, cada nivell s'emplenava amb guix premsat i després era arrodonit o degradaven el pendent.

### Segle XXI
Després de les fortes pluges al maig del 2002, un col·lapse de l'eix d'excavació de l'any 1776 va causar un forat en el cim del pujol. English Heritage va dur a terme un aixecament sísmic del pujol per identificar els danys causats per excavacions anteriors i determinar l'estabilitat del pujol. Es van efectuar les reparacions, encara que el lloc va romandre tancat al públic.
Arqueòlegs de l' English Heritage també van excavar dues trinxeres més petites com a part de la labor de recuperació i van fer l'important descobriment d'un fragment d'asta, la primera en un context arqueològic segur del lloc. Això va produir una data de radiocarboni fiable de c. 2490-2340 a. C., que fixa el segon monticle de forma convincent al Neolític tardà. Altres treballs recents s'han centrat en el paper de la rasa que envolta, que no pot haver estat simplement una font de guix del pujol, sinó com un fossat situat entre el pujol i la resta del món.
Al març del 2007, es va anunciar que un poble romà, de la grandària de 24 camps de futbol, s'havia trobat als peus de Silbury Hill. Contenia carrers i cases amb un ordenament regular.
L'11 de maig del 2007, la constructora Skanska, sota la direcció de l' English Heritage, va començar un important programa d'estabilització, omplint els túnels i els eixos de les recerques anteriors, amb centenars de tones de guix. Al mateix temps, un nou estudi arqueològic es va dur a terme amb equips i tècniques modernes. L'obra acabada a la primavera de 2008: s'ha obtingut un "significatiu" nou enteniment de la construcció del monument i la seva història.
Al febrer del 2010, es van trobar a la British Library cartes escrites per Edward Drax, relatives a l'excavació de 1776, que descriuen una "cavitat perpendicular" de 40 peus i sis polzades d'ample. Com s'han trobat fragments de fusta de roure, s'ha suggerit que això pogués haver estat subjectant un tronc de roure o un "tòtem".

### Artefactes
Pocs artefactes prehistòrics han estat trobats a Silbury Hill: en el seu nucli només hi ha fang, pedres, gespa, molsa, terra vegetal, grava, petxines d'aigua dolça, vesc, roures, avellaners, pedres sarsen, ossos de bou i astes. S'han trobat articles romans i medievals en i al voltant del lloc des del segle xix, i sembla que el pujol va ser ocupat posteriorment.

## Propòsit
El propòsit exacte del pujol es desconeix, encara que s'han presentat diversos suggeriments.

### Folklore
Segons la llegenda, aquest és l'últim lloc de descans d'un rei Sil, representat en una estàtua d'or de grandària natural i assegut en un cavall d'or. Una llegenda local recollida l'any 1913 afirma que el Diable portava una borsa de sorra per tirar sobre els ciutadans de Marlborough, però va ser detingut pels sacerdots de la propera Avebury. El 1861 es va informar que centenars de persones de Kennett, Avebury, Overton i els pobles veïns ocupaven Silbury Hill cada diumenge de Rams.

### Teories científiques
Michael Dames (vegeu Referències) va formular una teoria sobre rituals estacionals, en un intent d'explicar Silbury Hill i els seus llocs associats (West Kennet Long Barrow, l'cercle de pedres d'Avebury, El Santuari i Windmill Hill), des dels quals el cim de Silbury Hill és visible.
Paul Devereux (vegeu Referències) observa que Silbury i els monuments que l'envolten semblen haver estat dissenyats relacionats entre si per mitjà d'un sistema de línies visuals, per centrar el pas de diversos metres per sota del cim. Des de diversos túmuls que envolten a Avebury i des del propi Avebury, el pas s'alinea amb pujols en l'horitzó darrere de Silbury, o amb els pujols enfront de Silbury, deixant només la part superior visible. En aquest últim cas, la hipòtesi de Devereux és que els cultius de cereals que creixien en la part alta del pujol arribarien a coincidir amb el punt més alt del pujol quan estiguessin madurs.

## Localització
Silbury Hill es troba a la Vall de Kennett. Està prop de la A4, també en la ruta d'una calçada romana que s'estén entre Beckhampton i West Kennett i que passa al sud del pujol. L'any 1867 la Societat Arqueològica de Wiltshire va excavar el costat est del pujol per veure si hi havia vestigis de la calçada romana per sota d'ella. No es van trobar petjades i més tard les excavacions al sud del pujol van localitzar la calçada en els camps del sud fent un viratge pronunciat per evitar la base del pujol. Aquesta era una prova concloent que el pujol estava allà abans que la carretera, però el pujol va proporcionar una referència per al traçat del camí.

## Biologia
La vegetació del turó és rica en espècies pròpies de pasturatges de guix, dominada per bromus i fals civada-grass, però amb moltes espècies característiques d'aquest hàbitat, incloent una gran població dels rars orobanques. Aquesta vegetació ha donat lloc a un terreny amb una àrea de 5,7 (2,3067081594 ha) que ha estat declarat Lloc d'Interès Científic Especial, atorgada inicialment l'any 1965. El lloc és únic, ja que els seus vessants cobreixen els 360 graus, permetent la comparació del creixement de la flora en els vessants sobre la base de l'orientació de cada punt.